# Journal of Integer Sequences
Le Journal of Integer Sequences (nom que l'on pourrait traduire par journal des suites de nombres entiers, abrégé sous le sigle J. Integer Seq.) est une revue scientifique en ligne gratuite à évaluation par les pairs dédiée aux suites de nombres entiers, aux mathématiques discrètes et à la combinatoire.
La revue a été fondée en 1998 par Neil Sloane, le fondateur de l'Encyclopédie en ligne des suites de nombres entiers (OEIS). Depuis 2012, elle est hébergée par l'Université de Waterloo. La revue est gratuite pour les auteurs et en libre accès pour les lecteurs, et publie aux alentours de 70 articles par an.
La revue est indexée par les bases de données en ligne Mathematical Reviews et Zentralblatt MATH.